# Adam Gajdek
Adam Gajdek ps. „Agata”, „Antek”, „Olek” (ur. 7 kwietnia 1915 w Rzeszowie, zm. 14 stycznia 1949 w Warszawie) – polski żołnierz podziemia niepodległościowego w czasie II wojny światowej, a następnie żołnierz podziemia antykomunistycznego. Podoficer WP, żołnierz Związku Walki Zbrojnej (ZWZ), Armii Krajowej (AK), Zrzeszenia "Wolność i Niezawisłość" (WiN), w IV Zarządzie Głównym WiN piastował funkcję szefa siatki wywiadowczej o kryptonimie „Instytut Bakteriologiczny”.

## Życie i działalność

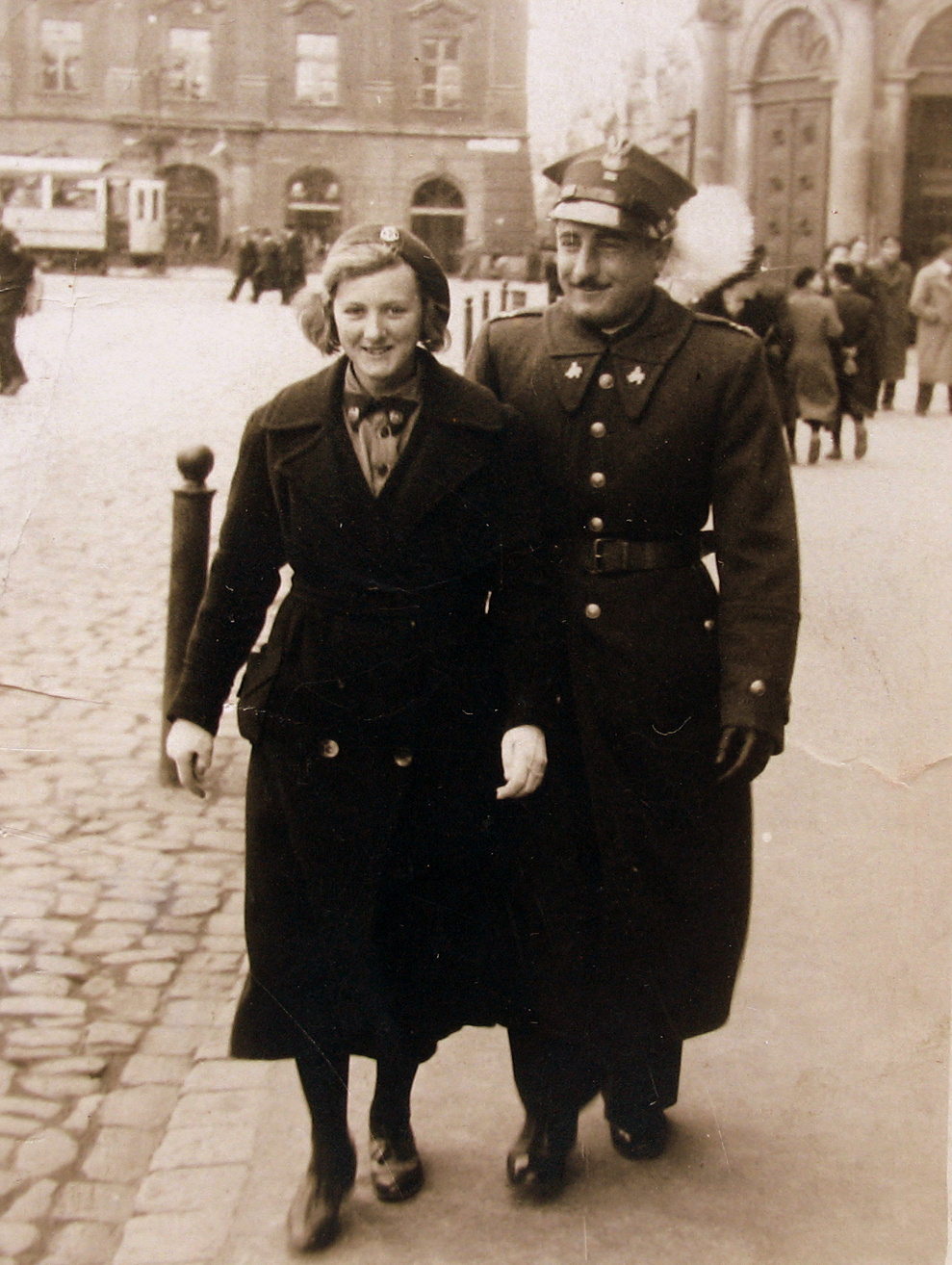
Adam Gajdek na spacerze z żoną Czesławą na rynku w Krakowie

Był absolwentem Podoficerskiej Szkoły Piechoty dla Małoletnich w Nisku. Podczas wojny obronnej września 1939 r. brał udział w działaniach obronnych w stopniu kaprala w ramach 3 pułku strzelców podhalańskich z Bielska. Podczas okupacji niemieckiej, od 1940 r. działał w konspiracji w ramach struktur ZWZ, a następnie AK na terenie Rzeszowszczyzny. Pod koniec okupacji niemieckiej pełnił funkcję referenta gospodarczego w Obwodzie AK Rzeszów.
Od 1944 r., po powołaniu, służył w Ludowym Wojsku Polskim, jednocześnie kontynuując działalność konspiracyjną w ramach struktur organizacji NIE, Delegatury Sił Zbrojnych na Kraj (DSZ) oraz Zrzeszenia Wolność i Niezawisłość. Od września 1946 r. zagrożony aresztowaniem, zdezerterował i ukrywał się pod nazwiskiem Adam Wilanowski w Krakowie. Następnie od kwietnia 1947 r. piastował funkcję szefa siatki wywiadowczej o kryptonimie „Instytut Bakteriologiczny” w ramach IV Zarządu Głównego WiN.
Aresztowany 17 października 1947 r. w Krakowie, został następnie wyrokiem Wojskowego Sądu Rejonowego w Warszawie skazany na karę śmierci w dniu 23 października 1948 r. Wyrok wykonano w warszawskim więzieniu przy ul. Rakowieckiej w dniu 14 stycznia 1949 r. Jego zwłoki zostały przez organa bezpieczeństwa publicznego potajemnie pogrzebane na tzw. Łączce na terenie Cmentarza Wojskowego na Powązkach w Warszawie.

### Identyfikacja

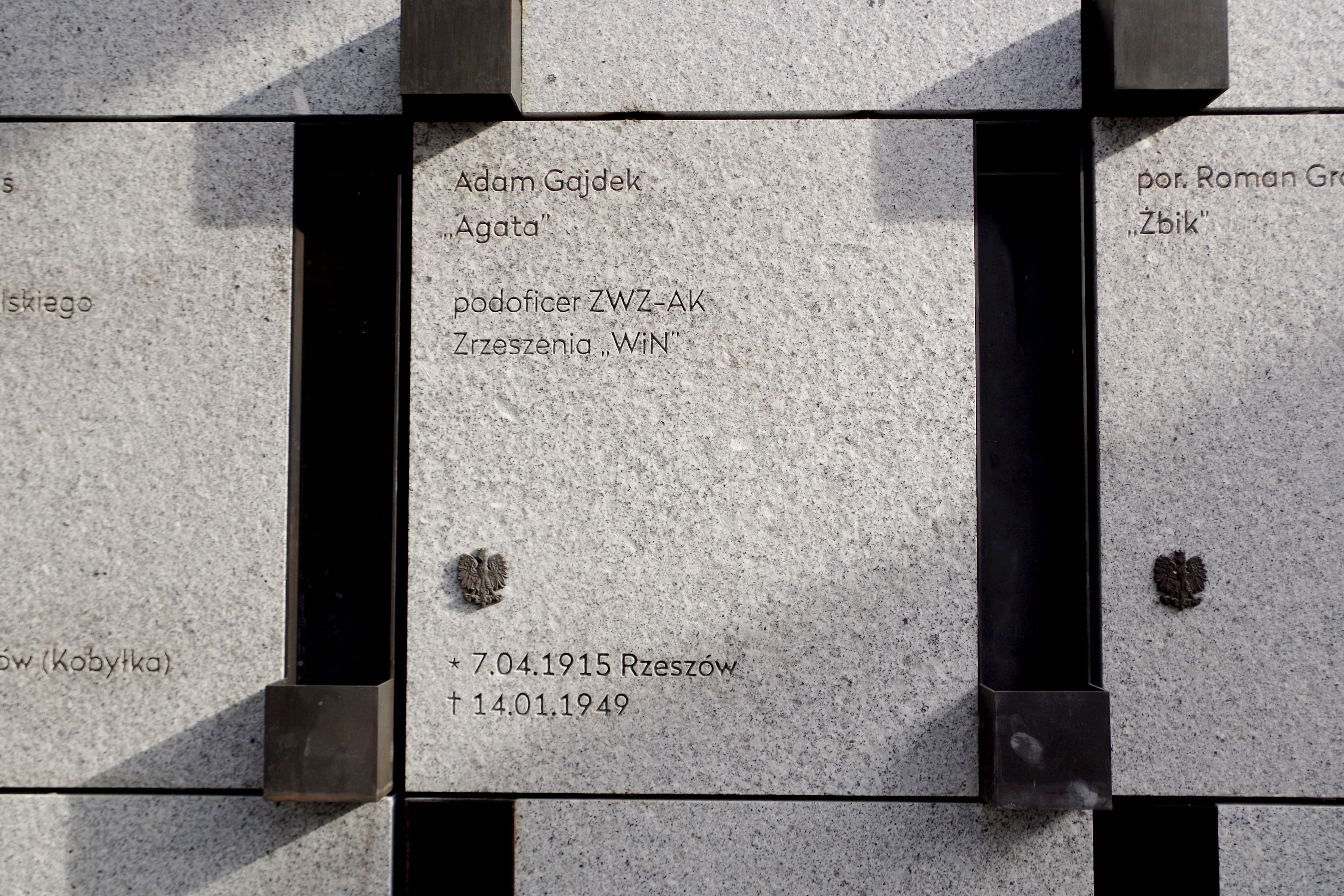
Grób podof. Adama Gajdka ps. „Agata” w Panteonie – Mauzoleum Wyklętych-Niezłomnych na Cmentarzu Wojskowym na Powązkach w Warszawie.

28 lutego 2014, podczas uroczystości w Belwederze z udziałem prezydenta RP Bronisława Komorowskiego, Rada Ochrony Pamięci Walk i Męczeństwa, Pomorski Uniwersytet Medyczny w Szczecinie i Instytut Pamięci Narodowej ogłosiły, że zidentyfikowano szczątki Adama Gajdka wśród ofiar pomordowanych przez organa bezpieczeństwa publicznego w latach 1945–1956, pochowanych w Kwaterze na Łączce przy murze cmentarnym Cmentarza Wojskowego na Powązkach w Warszawie.
Identyfikację szczątków odnalezionych na kwaterze "Ł" przeprowadzono w ramach Projektu Poszukiwań Miejsc Pochówku i Identyfikacji Ofiar Totalitaryzmów Polskiej Bazy Genetycznej Ofiar Totalitaryzmów.